# Drop the Dead Donkey
Drop the Dead Donkey é um sitcom britânico que foi ao ar no Channel 4 do Reino Unido entre 1990 e 1998. Os 48 episódios retratam o cotidiano de uma emissora de televisão, a TV Globelink.

## Enredo
O foco central são as crises e divergências da equipe de jornalismo da emissora. Os roteiristas da série, Andy Hamilton e Guy Jenkin, se preocuparam em levar fatos reais para as reportagens da TV Globelink. O resultado é uma comédia mediana, um pouco de pastelão. Apesar de mais moderno, o humor de "Drop the Dead Donkey" é bem inferior às outras séries cômicas exibidas pelo no Reino Unido, como Absolutely Fabulous, Fawlty Towers e The Black Adder.

## Elenco
- Neil Pearson ... Dave Charnley
- Jeff Rawle ... George Dent
- David Swift ...  Henry Davenport
- Stephen Tompkinson ...  Damien Day
- Victoria Wicks ...  Sally Smedley
- Robert Duncan ... Gus Hedges
- Susannah Doyle ... Joy Merryweather
- Ingrid Lacey ...  Helen Cooper
- Haydn Gwynne ... Alex Pates

## Recepção
Drop the Dead Donkey obteve uma audiência média de 3,5 milhões de espetadores. Foi exportada para países como Irlanda e Israel, e premiada com um Emmy Internacional de Artes Populares.